# Logement étudiant en France

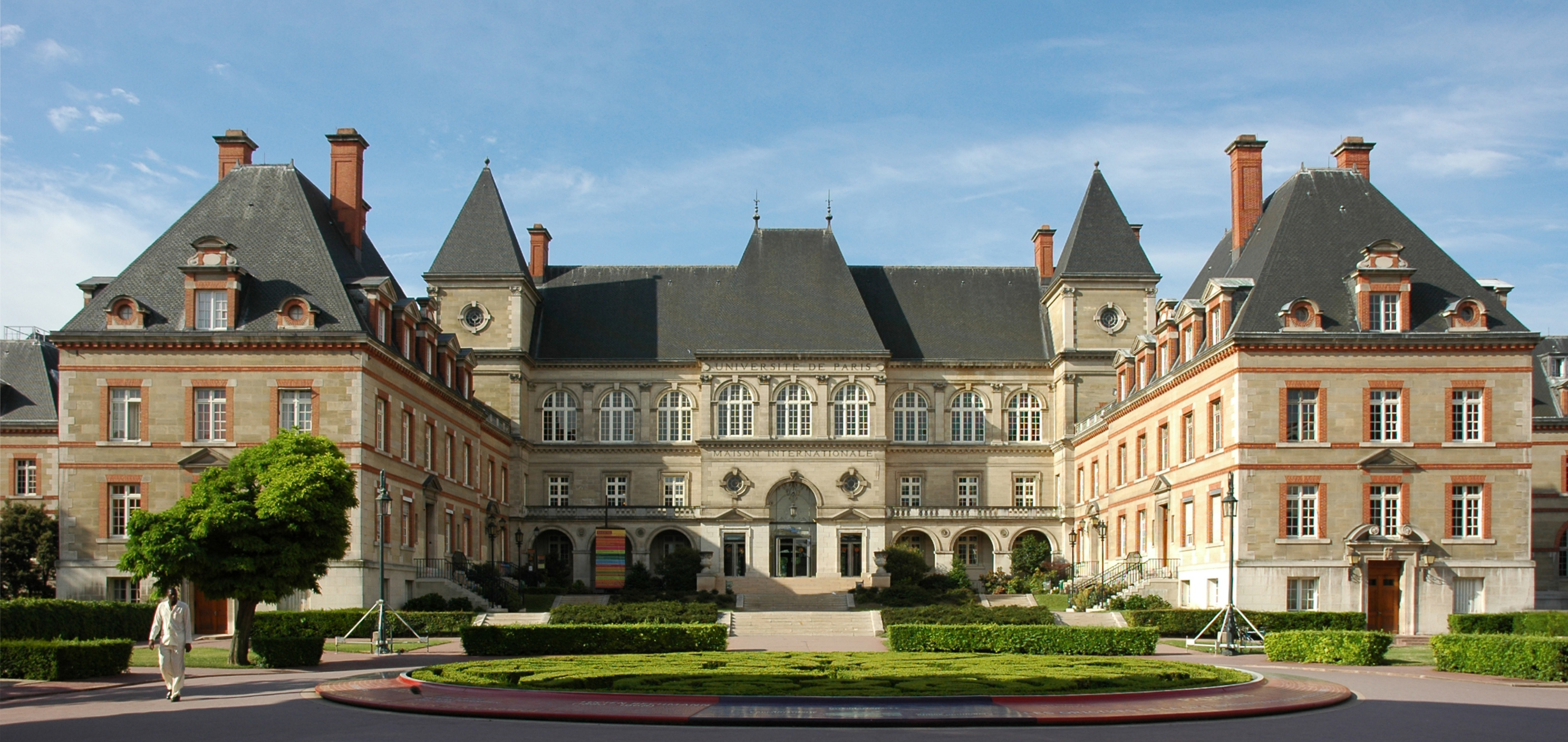
L'entrée de la Cité internationale universitaire de Paris

En France, le logement étudiant est un type de logement spécialement dévolu à la catégorie de la population qui poursuit des études supérieures et englobe principalement les résidences ou cités universitaires et les résidences privées louées par leurs propriétaires exclusivement à des étudiants.
Selon une enquête de 2020 de l'Observatoire national de la Vie étudiante, 68 % des étudiants quittent le domicile de leurs parents pour poursuivre des études. Ceux-ci portent alors le nom « décohabitants ». Parmi ceux-ci, 12 % se dirigent vers des résidences collectives (cités U, foyers, etc.), 24 % dans un appartement seul, 9 % en couple, 12 % en colocation.

## Histoire du logement étudiant

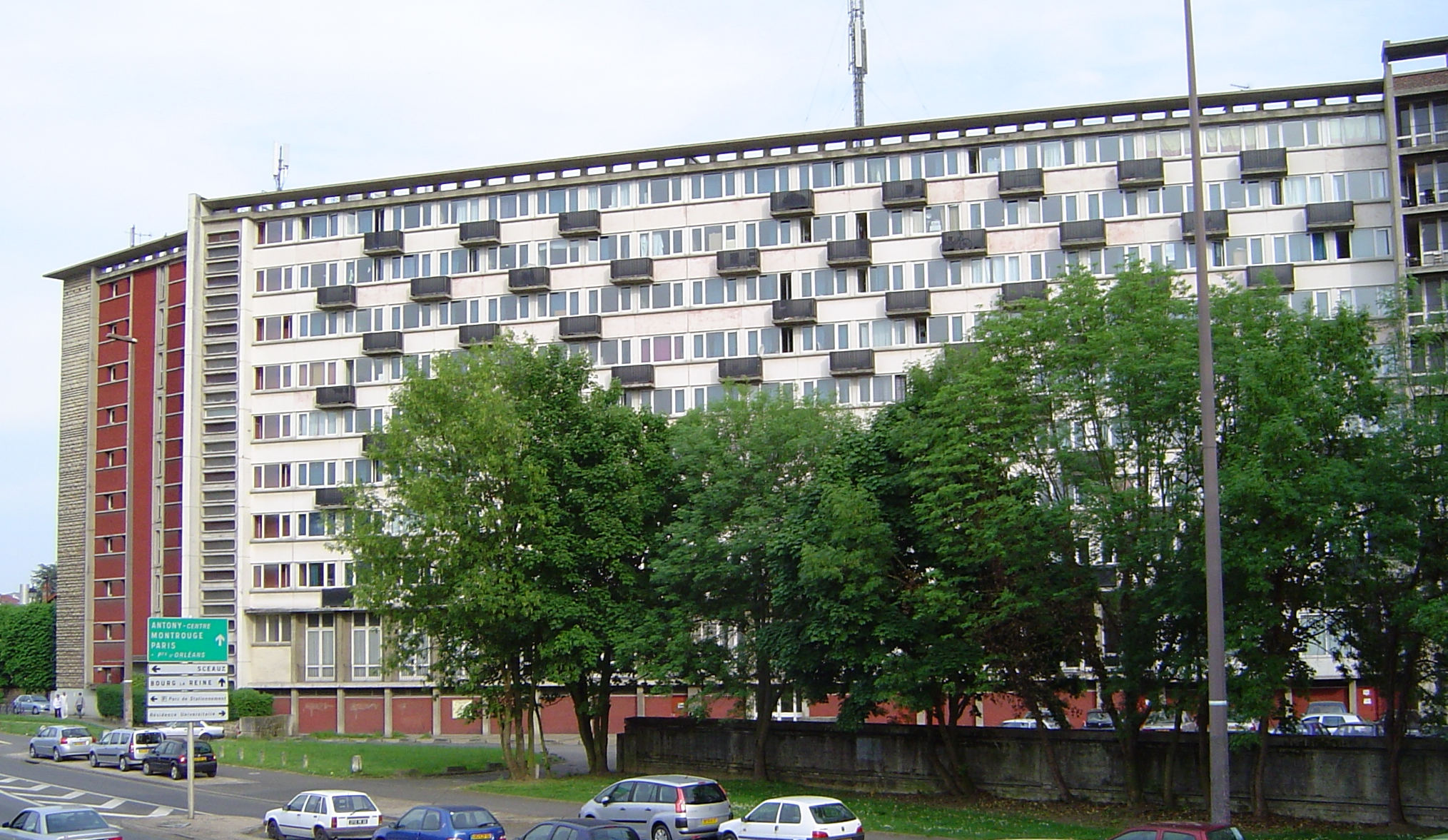
L'un des bâtiments de la résidence universitaire Jean Zay à Antony

Les premières résidences universitaires sont construites après la Première Guerre mondiale, à l'initiative de l'Association générale des étudiants (devenue UNEF). Un effort plus soutenu est entrepris dans les années 1930, notamment par le ministre du Front populaire, Jean Zay. Elles sont plus ou moins spacieuses selon les lieux : 12 m2 à la résidence des Arceaux à Montpellier, 13  à   20 m2 à l'ancien Monbois à Nancy.
Au cours des années 1950 / 1960, du fait de la massification de l'enseignement supérieur et de l'arrivée de classes sociales nouvelles plus défavorisées à l'Université, le manque de logements sociaux étudiants se fait de plus en plus manifeste. Un programme de construction ambitieux de logements de 10 m2 est élaboré : la résidence universitaire Jean Zay construite en 1955 sur la commune d'Antony compte à elle seule 2 500 logements. En 1963, 75 000 étudiants, soit près de la moitié des effectifs, sont logés par les CROUS (un par académie), qui gèrent les résidences universitaires depuis 1955.
Ces chambres de 10 m2, peu insonorisées, construites au sein de grandes barres, avec confort minimum dans les chambres, sanitaires et cuisines à l'étage, comportent peu d'espaces collectifs attrayants. Le parc immobilier du CROUS s'est dégradé au cours des décennies, et un important plan de réhabilitation a été lancé à la fin des années 1990, encadré par une norme d'habitat social étudiant obtenue par l'Unef en 2003. Le loyer mensuel moyen est alors d'environ 120 € mais varie selon le degré de rénovation de la chambre. Après mai 68, la mixité, grande revendication étudiante, s'est peu à peu généralisée dans les cités U, bien que certains immeubles soient encore réservés aux étudiantes.
Dans les années 1980, on tombe dans l'excès inverse : les HLM construisent des studios pour le CROUS au sein de résidences dites « conventionnées » (avec APL). De plus, leur loyer peut atteindre 300 €, les mettant hors de portée d'une grande partie des étudiants. Leurs surfaces vont de 16  à   35 m2, ce qui permet notamment la location par un couple.
À la fin des années 1990, sur 2,2 millions d'étudiants, seuls 7 % sont logés par le CROUS. Les autres doivent s'arranger avec le marché du logement privé, peu favorable aux faibles revenus et aux étudiants étrangers.
Aujourd'hui, le logement est le premier poste budgétaire des étudiants : entre 120 €, pour ceux qui habitent en résidence universitaire traditionnelle (non réhabilitée), et de 200 à 500 € pour ceux qui doivent s'adresser aux propriétaires ou aux agences. Par exemple, à Angers, le prix moyen d'un logement pour une personne seule est de 360 €. Environ 20 % du parc des CROUS est attribué aux étudiants étrangers.
Il est de plus en plus difficile pour les étudiants de trouver un logement, car le nombre de logements en location n'augmente pas aussi vite que la demande. Par exemple, à Angers, entre 2016 et 2018, le nombre d’étudiants a augmenté de 5 000, alors que le nombre de logements mis en location a peu évolué. Pour cette raison, les étudiants qui reçoivent une réponse tardive de Parcoursup ont énormément de mal à trouver un logement et de nombreux jeunes ne trouvent pas d’appartement avant la rentrée. Cet excédent de demande mène donc à une pénurie sur le marché des logements étudiants à Angers, puisque l’offre ne se renouvelle pas assez.
Selon une étude publiée en 2019, il y avait en France en 2019, 134.000 logements étudiants et, en 2021, 142.000 logements. Une faible augmentation de 6 % (8000 logements), résultat d'un ralentissement du marché.

## Les résidences universitaires

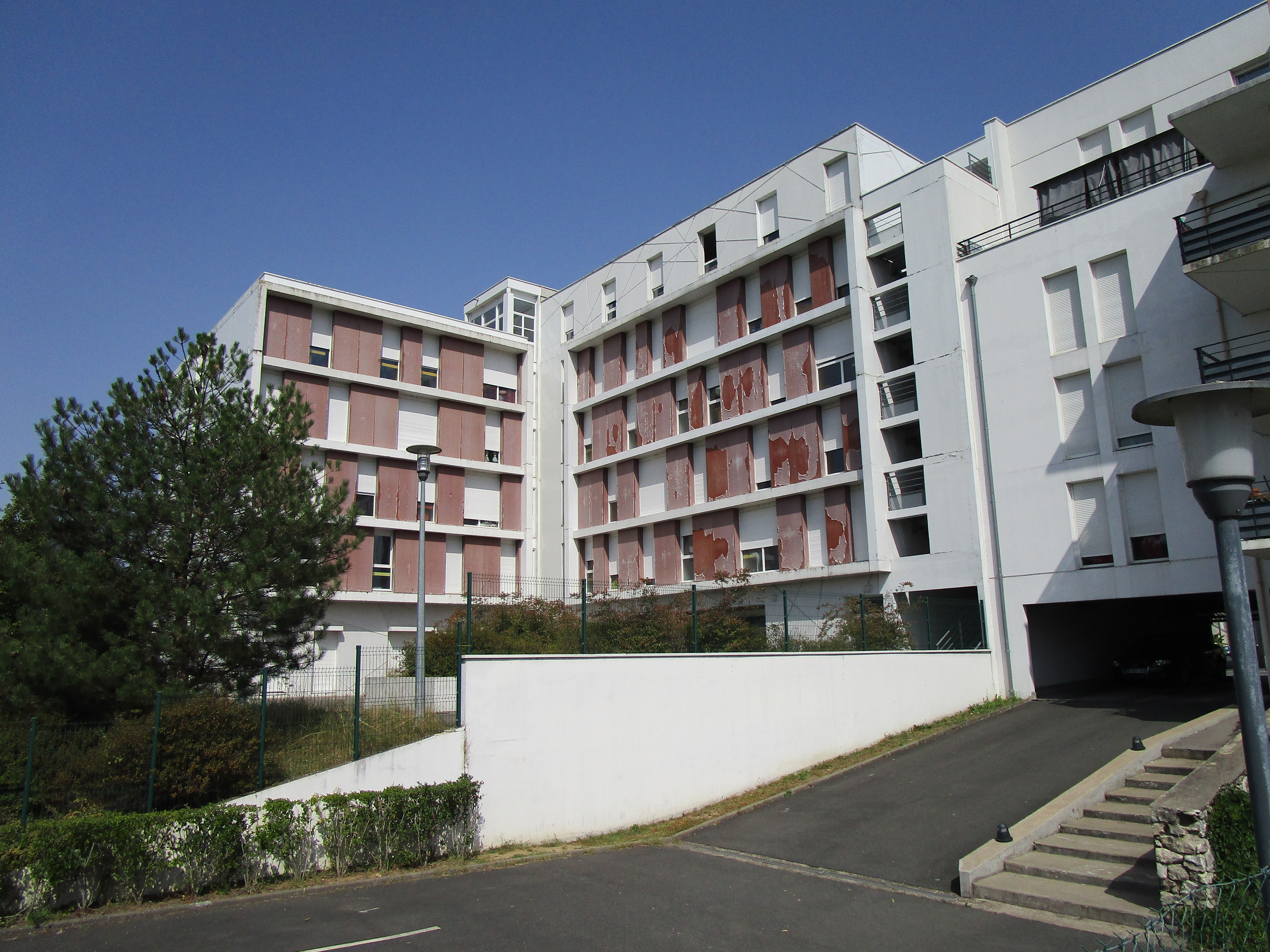
Résidence universitaire Tonnellé, à Tours.

Un candidat à une chambre universitaire doit remplir un dossier de demande de bourse et de logement (dossier social étudiant) par internet pour la mi-avril précédant sa rentrée universitaire. L'attribution se fait essentiellement en fonction de critères sociaux et familiaux (ressources du foyer fiscal, nombre de frères et sœurs, distance du lieu d'études au domicile parental). Un dossier est alors renvoyé par le CROUS avec l'attribution d'un logement, ou non, dans une résidence. L'étudiant doit alors renvoyer une caution, et venir s'installer à la rentrée. Les procédures d'installation varient selon les CROUS, mais font l'objet d'un parcours plus ou moins organisé, par exemple au CROUS de Montpellier par le biais d'un tutorat.
Le CROUS, conscient des difficultés rencontrées par les étudiants, a lancé, avec le concours de l'État, en mars 2004, un plan de construction et de réhabilitation des résidences universitaires. Ces réhabilitations peuvent être faites de différentes manières : un simple « nettoyage » qui permet de repeindre les murs, une réhabilitation à l'identique, avec un nouveau mobilier et un frigo, ou complète, avec l'installation d'Internet et de cabines trifonctions dans les chambres.
En France, les cités universitaires (couramment appelées « cités U ») sont gérées par le CNOUS. Les logements proposés peuvent aller de 9 m2 à 32 m2. Elles diffèrent d'une ville à l'autre. Souvent, il s'agit de bâtiments disposés dans un parc boisé, comportant une ou deux ailes et 3 à 4 étages. Une cité universitaire comporte normalement un bâtiment administratif, une cafétéria, des lieux culturels et sportifs. Chaque année, en novembre, des résidents sont élus pour siéger au conseil de résidence, mais cette instance a un poids très faible. Les résidences sont souvent animées par des associations thématiques, des clubs, ou des syndicats étudiants (par exemple la FERUF est une branche cité U de l'Unef).
L'organisation interne d'une cité universitaire est ainsi conçue : un directeur et un adjoint, souvent fonctionnaires d'état, un agent-chef du personnel, avec des employés pour l'accueil, la cafeteria, la lingerie, l'atelier, les jardins et le nettoyage.
Entre 1977 et 1987 le nombre de bénéficiaires stagne et dépasse à peine 100 000 alors que le nombre d'étudiants a augmenté de près de 20 %, pour atteindre un million, soit un ratio d'un dixième, inférieur de plus de moitié aux objectifs du 7e plan (1976-1980).
Dès 1982, le rapport confié à Jean-Marie Domenach avait souligné que « le rythme des ouvertures de chambres nouvelles ne suffit pas à améliorer la couverture des besoins ». Les subventions aux résidences universitaires ont doublé entre 1980 et 1986, une croissance un peu plus rapide que l'inflation élevée de l'époque, puis baissé près de 18% au cours des deux années suivantes, ce qui fait que la subvention de l'État ne représente plus en moyenne qu'un peu plus d'un quart des coûts de fonctionnement dans les résidences universitaires gérées par les CROUS en 1988, au nombre d'environ 200.

## Le marché du logement privé

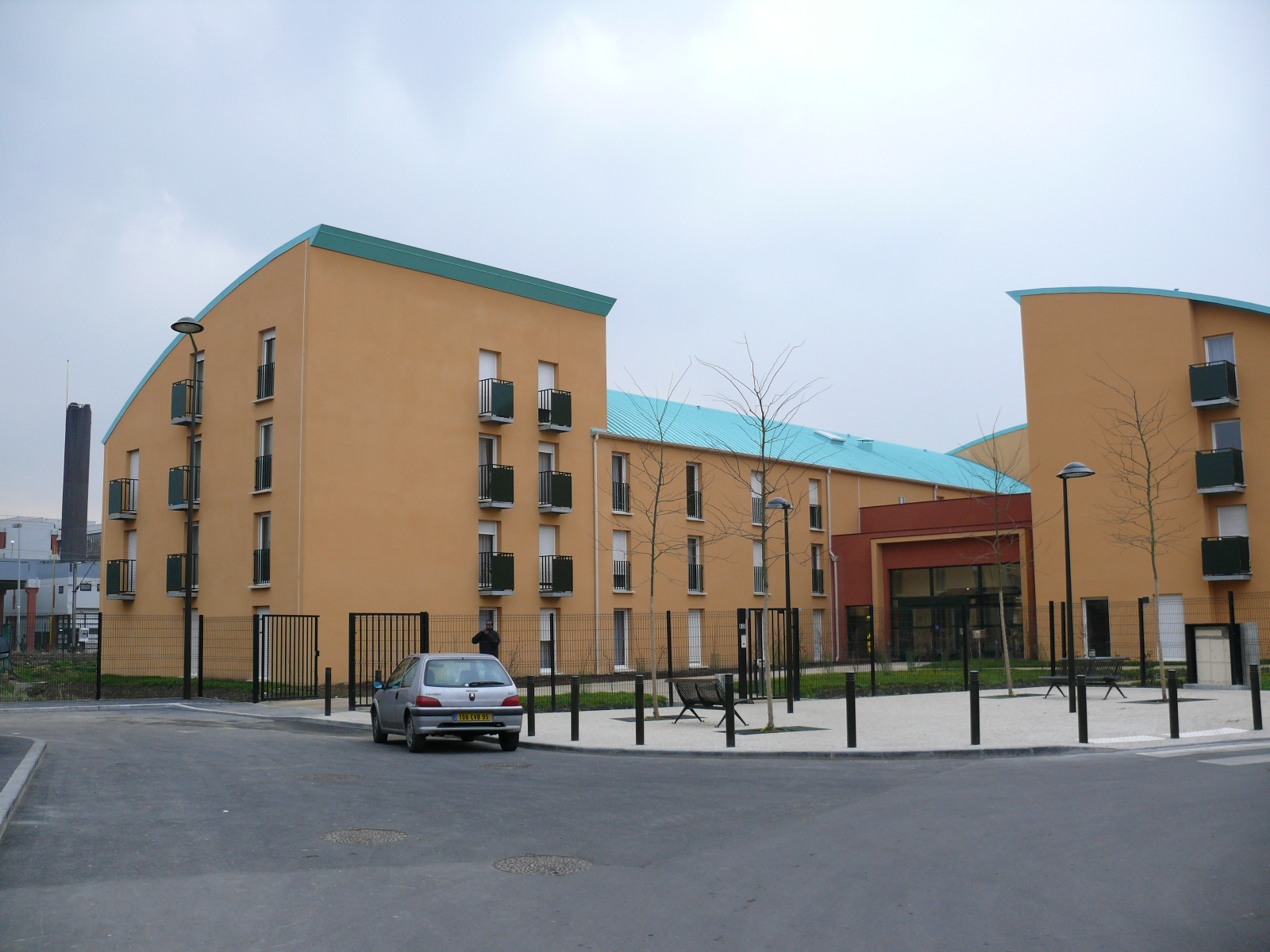
La résidence André-Desilles est une résidence universitaire privée à Villetaneuse, jouxtant l'Université Sorbonne-Paris-Nord

En raison d'un nombre de places limité, un nombre important d'étudiants n'arrive pas à obtenir de logement du CROUS et doit donc chercher un logement par ses propres moyens.
Ils se heurtent cependant à de nombreux obstacles : parc social trop modeste dans certaines régions, logement privé inaccessible, exigences des propriétaires (loyers élevés, cautions d'un, deux voire trois mois de loyer) excluant de fait les étudiants aux revenus modestes et les étudiants étrangers.
Ces difficultés d'accès au logement privé ont fait émerger de nouveaux acteurs qui se distinguent dans le monde de l'immobilier par une offre de services globale et exclusivement destinée au marché du logement étudiant (logements adaptés, avance dépôt garantie, formalités administratives, aide à l'aménagement, carte club, etc.).
Le marché du logement privé est en constante évolution, influencé par des facteurs économiques, démographiques et réglementaires. Dans ce contexte dynamique, trouver un locataire fiable et gérer efficacement son bien immobilier peut représenter un véritable défi.
L’Association interprofessionnelle des résidences étudiants et services (AIRES) est née en 1994 et regroupe les principaux acteurs de la profession. Elle réunit les promoteurs, constructeurs, gestionnaires et exploitants de résidences étudiants avec services, informe les pouvoirs publics nationaux et locaux ainsi que tous les milieux socio-économiques sur l’ensemble des aspects professionnels, sociaux et économiques de cette activité. L’originalité de ce secteur repose sur des offres d’habitat en secteur conventionné et/ou d’un habitat en secteur libre, gérées par des associations à but non lucratif ou des sociétés commerciales.
Une réflexion est menée par tous les acteurs pour répondre à plusieurs défis : la baisse de la tension sur le marché, la démocratisation de l'enseignement supérieur et la mobilité étudiante. La principale réponse réside en la construction de nouveaux logements étudiants, mais des réponses plus particulières existent : utilisation de logements saisonniers (par exemple les stations balnéaires) tout au long de l'année, logement chez des personnes âgées contre des services de vie quotidienne, ou encore le soutien de la construction du logement étudiant privé. Parmi les acteurs concernés sont le CROUS, le conseil général pour le programme « rénover pour louer » et le FSL, la Région pour ses initiatives (par exemple le financement du portail logement étudiant, observatoire spécifique et établissement public foncier en Languedoc-Roussillon, fonds de cautionnement solidaire en Bourgogne), les communautés d'agglomération pour les programmes de rénovation urbaine et les plans d'urbanisme (PLU), les acteurs privés, mais aussi la CAF, pour les aides au logement étudiant (ALS : Aide de Logement à caractère Social, APL : Aide Personnalisée au Logement, ALF : Allocation de Logement à caractère Familial). Les étudiants représentent 11% des bénéficiaires de ce genre d'aides, ce qui représente environ 800 000 jeunes en France, mais l'aide la plus répandue auprès des étudiants est l'APL. Cette aide initiée par la CAF (Caisse d’Allocations Familiales) garantit aux individus éligibles le versement chaque mois d’une somme destinée à prendre en charge une partie d’un loyer ou d’un emprunt. Pour pouvoir en bénéficier, il faut répondre à différents critères :
- être locataire, colocataire ou sous locataire
- le logement doit être conventionné par l’État, être la résidence principale du bénéficiaire et respecter des critères de décence
- le locataire ne doit pas dépasser un certain plafond de revenus

Le montant des APL varie généralement entre 77 € et 230 €, mais dépend de la situation familiale du demandeur, notamment du nombre de personnes à charge, de ses revenus et de son patrimoine. Enfin cette somme varie aussi selon le montant du loyer et la localisation du logement.
L'impact des APL est important sur le budget des étudiants, car en moyenne “avant les aides, 50 % du budget des bénéficiaires est dédié au loyer ou au remboursement d’un prêt immobilier. Après versement, le chiffre tombe à 23 %”. Les étudiants ont désormais accès à des logements de qualité supérieure, puisqu’ils ont plus d’argent à consacrer au loyer de leur logement.
Enfin, la colocation est de plus en plus prisée par les étudiants car elle permet de réaliser des économies sur un loyer tout en créant du lien social. Aujourd'hui 70 % des 18-24 ans envisagent de vivre en colocation[réf. nécessaire]. L'AFEV a développé sur le modèle de la colocation à Louvain-la-Neuve des colocations à projet solidaires : les KAPS.